# 2008年北京オリンピックのコートジボワール選手団
2008年北京オリンピックのコートジボワール選手団（2008ねんペキンオリンピックのコートジボワールせんしゅだん）は、2008年8月8日から8月24日まで開催された2008年北京オリンピックにおけるコートジボワール選手団の名簿。選手名及び所属・記録は2008年当時のもの。

## 種目別選手

### 陸上競技
- アフエ・アマディン・アルー(Affoué Amandine Allou、女子100m）

### カヌー
- コトア・フランシス・アビア(Kotoua Francis Abia、男子カヤックシングル500m、男子カヤックシングル1000m)

### 競泳
- クアッシ・オリヴァー・ブロウ(Kouassi Olivier Brou、男子自由形50m)

### テコンドー
- セバスチャン・コナン(Sebastien Konan、男子80kg)
- マリアム・バー(Mariam Bah、女子57kg)

### サッカー

#### 男子
- 監督:ジェラール・ジリ

| ポジション | 背番号 | 選手名                             | 所属                               |
| ---------- | ------ | ---------------------------------- | ---------------------------------- |
| GK         | 1      | ヴァンサン・ドポール・アンバン     | ASECミモザ                         |
| GK         | 16     | クリスティアン・ファブリス・オクア | アフリカ・スポーツ                 |
| DF         | 2      | セルジェ・パスカル・ワワ           | ASECミモザ                         |
| DF         | 3      | ディッラスバ・ヴィエラ             | CFRクルージュ                      |
| DF         | 4      | ソル・バンバ                       | ダンファームリン・アスレティックFC |
| DF         | 5      | ベンジャミン・アングア             | ブダペスト・ホンヴェードFC         |
| DF         | 12     | ママドゥ・バガヨコ                 | アフリカ・スポーツ                 |
| DF         | 15     | メケメ・タムラ・ラドジ             | スタッド・ラヴァル                 |
| MF         | 6      | ヘルヴェ・カンブー                 | SCバスティア                       |
| MF         | 7      | カフンバ・クリバリー               | OGCニース                          |
| MF         | 10     | エマニュエル・コネ                 | CFRクルージュ                      |
| MF         | 11     | アントニー・ムラ＝コムナン         | FCリブルヌ・サン＝スーラン         |
| FW         | 8      | サロモン・カルー                   | チェルシーFC                       |
| FW         | 9      | フランク・ジャ・ジェジェ           | グルノーブル・フット38             |
| FW         | 13     | グイエ・ニェキ・アブラハム         | ブダペスト・ホンヴェードFC         |
| FW         | 14     | ジェルヴィーニョ                   | ル・マンUC                         |
| FW         | 17     | アントワーヌ・ヌゴッサン           | ASECミモザ                         |
| FW         | 18     | セク・シセ                         | ローダJC                           |